# Olpidiaceae
Olpidiaceae es una familia de hongos que son parásitos de plantas, animales y otros hongos. La familia contiene alrededor de nueve géneros.
Anteriormente se clasificaban en el orden Chytridiales de la división Chytridiomycota, pero estudios moleculares recientes dieron como resultado que estaban anidados en lo profundo del árbol de los amastigomicetos como grupo hermano del orden Basidiobolales de la subdivisión Entomophthoromycotina, por lo que se clasifican en ese grupo, pero también a veces se le da rango de división, aunque eso varía dependiendo de los autores.

## Sistemática
Se han descrito los siguientes géneros:
- Agratia
- Chytridhaema
- Cibdelia
- Leiolpidium
- Monochytrium
- Olpidiaster
- Perolpidium
- Schizolpidium
- Olpidium